# 中国驻伊朗大使馆
中华人民共和国驻伊朗伊斯兰共和国大使馆（波斯語：سفارت جمهوری خلق چین در جمهوری اسلامی ایران），简称中国驻伊朗大使馆，是中华人民共和国驻伊朗伊斯兰共和国的外交代表机构。